# Marcelino Júnior Lopes Arruda
Marcelino Júnior Lopes Arruda (nacido el 8 de mayo de 1989) es un futbolista brasileño que se desempeña como delantero.
Jugó para clubes como el São Paulo, Guarani, Urawa Reds, Portimonense, Figueirense y Ceará.

## Trayectoria

### Clubes
| Club                        | País          | Año         |
| --------------------------- | ------------- | ----------- |
| São Paulo                   | Brasil        | 2008 - 2014 |
| Toledo (cedido)             | Brasil        | 2009        |
| Paulista (cedido)           | Brasil        | 2010        |
| Guarani (cedido)            | Brasil        | 2010        |
| Urawa Reds (cedido)         | Japón         | 2011        |
| Zhejiang Greentown (cedido) | China         | 2012 - 2013 |
| Portimonense                | Portugal      | 2014 - 2016 |
| Figueirense (cedido)        | Brasil        | 2014 - 2015 |
| Ceará (cedido)              | Brasil        | 2015        |
| Guizhou Hengfeng            | China         | 2016 - 2017 |
| Jeonbuk Hyundai Motors      | Corea del Sur | 2017        |
| CRB                         | Brasil        | 2018        |
| E. C. São Bento             | Brasil        | 2018 - 2019 |
| Tractor Sazi F. C.          | Irán          | 2019 - 2020 |
| C. A. Juventus              | Brasil        | 2020        |
| Caxias E. C.                | Brasil        | 2020 - 2021 |
| E. C. São José              | Brasil        | 2021 - 2023 |
| Ypiranga F. C.              | Brasil        | 2023        |